# Grabovnik
Grabovnik je naseljeno mjesto u gradu Ljubuškom, Federacija BiH, BiH.

## Zemljopisni položaj i značajke
Naselje se nalazi između Otoka i Vašarovića, na lijevoj obali rijeke Mlade (Trebižat). Površina mu je 2,2 km2, najniža kota 72 m, a najviša 100 m.  Dijeli se na Otunj i Grabovnik. Nastalo u 19. stoljeću, uglavnom od doseljenika iz Otoka.

## Stanovništvo

### 1991.
Nacionalni sastav stanovništva 1991. godine, bio je sljedeći:
ukupno: 396
- Hrvati - 393
- ostali, neopredijeljeni i nepoznato - 3

### 2013.
Nacionalni sastav stanovništva 2013. godine, bio je sljedeći:
ukupno: 423
- Hrvati - 423

## Povijest
O životu u prapovijesno doba svjedoči prapovijesna gradina iz brončanog i željeznog doba koja je bila na Glavici Otunj. Zaravan manjih dimenzija bila je utvrđena limitnim tumulom i obrambenim suhozidom, sačuvanim samo djelomično na istočnoj strani. Mjesto je danas obraslo vegetacijom i ne zamjećuju se nikakvi tragovi prošlosti. Godine 1899. dvije stanovnice pronašle su ostavu bizantskoga novca, 23 primjerka zlatnog novca iz 6. stoljeća. U Zemaljski muzej u Sarajevu je dospjelo 19 primjeraka: četiri komada Justinijana I. i 15 komada Justina II. U Grabovniku je nađen i novac Konstantina I. (4. st.) i Romana III. Argira (11. st.).
Zbog loših životnih uvjeta stanovnici su često bili prisiljeni na iseljavanje. Tako se od 1905. do 1913. odselilo 107 osoba, a u vremenu od 1961. do 1991. 164 osobe.